# Smerinthus pallidulus
Smerinthus pallidulus är en fjärilsart som beskrevs av Edwards 1876. Smerinthus pallidulus ingår i släktet Smerinthus och familjen svärmare. Inga underarter finns listade i Catalogue of Life.